# Schizodactylus burmanus
Schizodactylus burmanus är en insektsart som beskrevs av Boris Petrovich Uvarov 1935. Schizodactylus burmanus ingår i släktet Schizodactylus och familjen Schizodactylidae. Inga underarter finns listade i Catalogue of Life.